# 263-я стрелковая дивизия
263-я стрелко́вая диви́зия — воинское соединение Вооружённых Сил СССР в Великой Отечественной войне. Период боевых действий: с 9 ноября 1941 года по 9 мая 1945 года.

## История
Дивизия сформирована в июле 1941 года из призывников, в том числе, заключённых Архангельской области и Коми АССР в Архангельске. На 15 августа 1941 года дислоцировалась в Архангельске, м. Поной, м. Щель-Экономия, Мезени, Нёноксе, Онеге.
В декабре 1941 года транспортными судами Северного морского бассейна была переброшена в Кемь. До начала 1943 года вела оборону в Карелии, в апреле — мае 1942 года участвовала в Кестеньгской операции, в январе 1943 года выведена в резерв.
С 12 марта 1943 года заняла оборонительные позиции на берегу Северского Донца, сменив части 35-й гвардейской стрелковой дивизии. 
C 16 августа 1943 года участвует в Донбасской наступательной операции, сразу же завязнув в упорных боях.
В ходе Мелитопольской наступательной операции дивизией 30 октября 1943 года был освобождён Геническ. В ноябре 1943 года участвовала в форсировании Сиваша, в числе других соединений захватила плацдарм на южном берегу, удерживала его до 14 марта 1944 года, когда была сменена на плацдарме частями 267-й стрелковой дивизии.
С 8 апреля 1944 года в Крымской операции наступала в восточном направлении (на Чучак, Пасурман 2-й, Таганаш) с целью отрезать группировку противника на Чонгарском полуострове, в течение дня несколько раз прорывала тяжело укреплённую оборону, прорвав, приступила к преследованию. 12 апреля 1944 года освободила Сейтлер и во взаимодействии с другими частями не допустила отхода вражеских частей из Симферополя в Севастополь. 9 мая 1944 года дивизия участвовала в освобождении Севастополя, затем выведена в резерв в район городов Дорогобуж, Ельня.
С началом Шяуляйской наступательной операции находилась во втором эшелоне наступления севернее Шяуляя, с 17 августа 1944 года участвует в ожесточённых боях в ходе контрудара немецких войск западнее Шяуляя.
В ходе Инстербургско-Кенигсбергской наступательной операции 20 января 1945 года дивизия вошла в Хайнрихсвальде, участвовала во взятии Тильзита и 23.01.1945 года — Лабиау, прошла с боями окрестности Йегер Тактау, Трансау, Рудау, Грюнхоф, Побетен и к 16.02.1945 года сосредоточилась к западу от Куменена.
По первоначальному замыслу командования до штурма Кёнигсберга предварительно предполагалось с этого направления рассечь и разгромить по частям Земландскую группировку немцев. Но внезапно 19.02.1945 года немцы сами начали мощное контрнаступление в сторону Кёнигсберга в том числе и в зоне действия 263 дивизии.
19, 20, 21, 22, 23, 24 и 25 февраля дивизия отражала многочисленные атаки, теряя ежедневно, соответственно, по 45, 28, 17, 2, 15, 23 и 20 человек убитыми.
«Основная боевая нагрузка в февральских боях легла на личный состав 87-й гвардейской дивизии генерала Кирилла Яковлевича Тымчика и 263-й Сивашской дивизии полковника Корнелия Георгиевича Черепанова. Оба они твёрдо управляли частями и подразделениями, быстро и решительно ликвидировали отдельные прорывы танков и пехоты противника». Белобородов А. П.
С 6 апреля 1945 года, принимая участие во взятии Кёнигсберга, дивизия наступала на северо-западных подступах к городу, к концу дня вышла к Клайн Ратсхофу, к 7 апреля 1945 года к Клайн Амалиенау.
После окончания боевых действий в Прибалтике выведена в резерв фронта, 1 мая 1945 года передана во 2-й Белорусский фронт, закончила войну в Данциге.

## Полное название
263-я стрелковая Сивашская дивизия

## Состав
- 993-й стрелковый Тильзитский[2]ордена Кутузова полк
- 995-й стрелковый Кёнигсбергский[3]ордена Суворова полк
- 997-й стрелковый Кёнигсбергский[4]ордена Кутузова полк
- 385-й гаубичный артиллерийский полк (до ??)
- 853-й артиллерийский полк
- 369-й отдельный истребительно-противотанковый дивизион (269-й отдельный артиллерийский дивизион 45-мм орудий)
- 585-й отдельный зенитный артиллерийский дивизион
- 316-я отдельная разведывательная рота (316-я отдельная мотострелковая разведывательная рота)
- 584-й отдельный сапёрный батальон
- 720-й отдельный батальон связи
- 344-й медико-санитарный батальон
- 353-я отдельная рота химической защиты
- 419-я автотранспортная рота
- 375-я полевая хлебопекарня
- 709-й дивизионный ветеринарный лазарет
- 938-я полевая почтовая станция
- 821-я полевая касса Госбанка
- отдельный стрелковый взвод НКВД
- 626 миномётный полк

## Подчинение
| Дата            | Фронт (округ)               | Армия                 | Корпус (группа)                    | Примечания                                                      |
| --------------- | --------------------------- | --------------------- | ---------------------------------- | --------------------------------------------------------------- |
| 01.08.1941 года | Архангельский военный округ |                       |                                    |                                                                 |
| 01.09.1941 года | Архангельский военный округ |                       |                                    |                                                                 |
| 01.10.1941 года | Архангельский военный округ |                       |                                    |                                                                 |
| 01.11.1941 года | Архангельский военный округ |                       |                                    |                                                                 |
| 01.12.1941 года | Карельский фронт            |                       |                                    |                                                                 |
| 01.01.1942 года | Карельский фронт            |                       |                                    |                                                                 |
| 01.02.1942 года | Карельский фронт            |                       |                                    |                                                                 |
| 01.03.1942 года | Карельский фронт            |                       |                                    | В составе Медвежьегорской оперативной группы                    |
| 01.04.1942 года | Карельский фронт            | 32-я армия            |                                    |                                                                 |
| 01.05.1942 года | Карельский фронт            | 26-я армия            |                                    |                                                                 |
| 01.06.1942 года | Карельский фронт            | 26-я армия            |                                    |                                                                 |
| 01.07.1942 года | Карельский фронт            | 26-я армия            |                                    |                                                                 |
| 01.08.1942 года | Карельский фронт            | 26-я армия            |                                    |                                                                 |
| 01.09.1942 года | Карельский фронт            | 26-я армия            |                                    |                                                                 |
| 01.10.1942 года | Карельский фронт            | 26-я армия            |                                    |                                                                 |
| 01.11.1942 года | Карельский фронт            | 26-я армия            |                                    |                                                                 |
| 01.12.1942 года | Карельский фронт            | 26-я армия            |                                    |                                                                 |
| 01.01.1943 года | Карельский фронт            | 26-я армия            |                                    |                                                                 |
| 01.02.1943 года | Резерв Ставки ВГК           |                       |                                    |                                                                 |
| 01.03.1943 года | Юго-Западный фронт          | 6-я армия             |                                    |                                                                 |
| 01.04.1943 года | Юго-Западный фронт          | 6-я армия             | 4-й гвардейский стрелковый корпус  |                                                                 |
| 01.05.1943 года | Юго-Западный фронт          | 6-я армия             | 4-й гвардейский стрелковый корпус  |                                                                 |
| 01.06.1943 года | Юго-Западный фронт          | 6-я армия             | 4-й гвардейский стрелковый корпус  |                                                                 |
| 01.07.1943 года | Юго-Западный фронт          | 6-я армия             | 4-й гвардейский стрелковый корпус  |                                                                 |
| 01.08.1943 года | Юго-Западный фронт          | 6-я армия             | 34-й стрелковый корпус             |                                                                 |
| 01.09.1943 года | Юго-Западный фронт          | 6-я армия             | 4-й гвардейский стрелковый корпус  |                                                                 |
| 01.10.1943 года | Резерв Ставки ВГК           | 58-я армия            | 94-й стрелковый корпус             |                                                                 |
| 01.11.1943 года | 4-й Украинский фронт        | 28-я армия            | 67-й стрелковый корпус             |                                                                 |
| 01.12.1943 года | 4-й Украинский фронт        | 51-я армия            | 10-й стрелковый корпус             |                                                                 |
| 01.01.1944 года | 4-й Украинский фронт        | 51-я армия            | 10-й стрелковый корпус             |                                                                 |
| 01.02.1944 года | 4-й Украинский фронт        | 51-я армия            | 10-й стрелковый корпус             |                                                                 |
| 01.03.1944 года | 4-й Украинский фронт        | 51-я армия            | 63-й стрелковый корпус             |                                                                 |
| 01.04.1944 года | 4-й Украинский фронт        | 51-я армия            | 63-й стрелковый корпус             |                                                                 |
| 01.05.1944 года | 4-й Украинский фронт        | 51-я армия            | 1-й гвардейский стрелковый корпус  |                                                                 |
| 01.06.1944 года | Резерв Ставки ВГК           | 2-я гвардейская армия | 54-й стрелковый корпус             |                                                                 |
| 01.07.1944 года | Резерв Ставки ВГК           | 2-я гвардейская армия | 54-й стрелковый корпус             |                                                                 |
| 01.08.1944 года | 1-й Прибалтийский фронт     | 2-я гвардейская армия | 54-й стрелковый корпус             | с 08.07.1944 года                                               |
| 01.09.1944 года | 1-й Прибалтийский фронт     | 6-я гвардейская армия | 103-й стрелковый корпус            |                                                                 |
| 01.10.1944 года | 1-й Прибалтийский фронт     | 2-я гвардейская армия | 54-й стрелковый корпус             |                                                                 |
| 01.11.1944 года | 1-й Прибалтийский фронт     | 2-я гвардейская армия | 54-й стрелковый корпус             |                                                                 |
| 01.12.1944 года | 1-й Прибалтийский фронт     | 43-я армия            | 54-й стрелковый корпус             |                                                                 |
| 01.01.1945 года | 1-й Прибалтийский фронт     | 43-я армия            | 54-й стрелковый корпус             |                                                                 |
| 01.02.1945 года | 3-й Белорусский фронт       | 43-я армия            | 54-й стрелковый корпус             | с 20.01.1945 с 13.02.1945 по 25.02.1945 1-й Прибалтийский фронт |
| 01.03.1945 года | 3-й Белорусский фронт       | 43-я армия            | 13-й гвардейский стрелковый корпус |                                                                 |
| 01.04.1945 года | 3-й Белорусский фронт       | 43-я армия            | 54-й стрелковый корпус             | с 24.04.1945 в резерве фронта                                   |
| 01.05.1945 года | 2-й Белорусский фронт       | 43-я армия            | 54-й стрелковый корпус             |                                                                 |

## Командование

### Командиры
- Фишман, Лазарь Ефимович (10.07.1941 — 30.04.1942), генерал-майор;
- Красавин, Фёдор Михайлович (30.04.1942 — 30.09.1942), подполковник;
- Пименов, Николай Андреевич (01.10.1942 — 09.10.1942), подполковник;
- Криволапов, Григорий Архипович (10.10.1942 — 10.06.1943), полковник;
- Волосатых, Павел Михайлович (11.06.1943 — 18.04.1944), полковник;
- Пыхтин, Александр Михайлович (19.04.1944 — 22.11.1944), генерал-майор;
- Черепанов, Корнилий Георгиевич (23.11.1944 — ??.07.1945), полковник.

…
- Вольхин, Александр Алексеевич (февраль — июль 1946), генерал-майор

### Начальники штаба
- Майский, Иван Матвеевич (??.12.1941 - ??.06.1942), майор, подполковник, полковник.

## Награды
- 24 апреля 1944 года — «Сивашская» — почётное наименование присвоено приказом Верховного Главнокомандующего № 0102 от 24 апреля 1944 года за отличие в боях при прорыве сильно укреплённой обороны противника в озёрных дефиле на южном побережье Сиваша.

Награды частей дивизии:
- 993-й стрелковый Тильзитский[2]ордена Суворова[5] полк
- 995-й стрелковый Кёнигсбергский[4]ордена Суворова[6] полк
- 997-й стрелковый Кёнигсбергский[4]ордена Кутузова[6] полк
- 853-й артиллерийский Тильзитский ордена Кутузова[5] полк
- 369-я отдельный истребительно-противотанковый ордена Богдана Хмельницкого[6] дивизион
- 584-й отдельный сапёрный ордена Красной Звезды[5] батальон
- 720-й отдельный ордена Красной Звезды[5]батальон связи

## Отличившиеся воины дивизии
- Буряк, Михаил Иванович, красноармеец, автоматчик роты автоматчиков 997-го стрелкового полка.
- Волосатых, Павел Михайлович, командир дивизии, полковник. Герой Советского Союза. Награждён 16.05.1944 года за отличие в боях при освобождении Севастополя.
- Глазков, Василий Егорович, сержант, наводчик орудия 369-го отдельного истребительно-противотанкового дивизиона.
- Гусев, Николай Андреевич. Командир отделения разведки штабной батареи 853-го артиллерийского полка, старший сержант. Полный кавалер Ордена Славы. Награждён: 28.04.1944 года за бои по освобождению Крыма в апреле 1944 года — 3 степень ордена, 09.11.1944 года за бои за бои в Прибалтике 05-11.10.1944 года −2 степень ордена, 19.05.1945 года за бои в районе городов Гранц и Трансау — 1 степень ордена 1994 года.
- Илюшкин, Николай Яковлевич, младший сержант, наводчик орудия 853 артиллерийского полка.
- Кондратьев, Константин Николаевич, младший сержант, разведчик 316 отдельной разведывательной роты.
- Кочнев, Иван Егорович, старший сержант, командир орудия 995-го стрелкового полка.
- Кузнецов, Николай Иванович. Командир 45-мм орудия 369-го отдельного истребительно-противотанкового дивизиона, сержант, Командир 76-мм орудия 369-го отдельного истребительно-противотанкового дивизиона, старшина. Герой Советского Союза. Полный кавалер Ордена Славы. Награждён: 17.05.1944 года за отличие в боях при освобождении Севастополя 23.04.1944 — 3 степень ордена, 01.12.1944 года за бои в Прибалтике 05-10.10.1944 года — 2 степень ордена, 10.02.1945 года за бой 01.02.1945 года в районе Лабиау — 2 степень ордена. 12.03.1980 года перенаграждён 1-й степенью ордена. Звание Героя Советского Союза присвоено 19.04.1945 года.
- Кумуков, Халмурза Сахатгереевич, красноармеец, стрелок 993-го стрелкового полка.
- Кусметов, Абытай, сержант, командир сапёрного отделения 997 стрелкового полка.
- Лазурко, Николай Кирикович, старший сержант, наводчик 120-мм миномёта 993 стрелкового полка.
- Людвиченко, Александр Алексеевич, младший сержант, разведчик взвода разведки 993-го стрелкового полка.
- Матвеев, Фёдор Иванович. Командир отделения 1-й пулемётной роты 997-го стрелкового полка, помощник командира взвода, сержант. Герой Советского Союза. Награждён 24.05.1945 года за бои в районе высоты Сахарная головка на подступах к Севастополю. В скоротечном ночном бою взвод Матвеева, не понеся никаких потерь, захватил 145 пленных, 8 повозок и 3 автомобиля, захватил несколько дотов, овладел высотой. 09.05.1944 года первыми завязали бой на Корабельной стороне Севастополя. Сержант был ранен, но принял командование ротой и оставался в строю до полного освобождения города.
- Мельников, Аполос Алексеевич, старшина, помощник командира взвода 997 стрелкового полка.
- Молочинский, Григорий Фёдорович. Парторг стрелковой роты 993-го стрелкового полка, старший сержант. Герой Советского Союза (посмертно). Награждён 19.04.1945 года за отвагу и героизм, проявленные при штурме города-крепости Кёнигсберга. Дважды поднимал роту в атаку, погиб в рукопашной.
- Муцкий, Николай Ефимович, ефрейтор, стрелок 995 стрелкового полка.
- Нечаев, Иван Павлович. Наводчик орудия 997-го стрелкового полка, младший сержант Герой Советского Союза. Награждён 24.03.1945 года за отличие в боях при освобождении Севастополя. На подступах к городу 08 и 09.05.1944 года, оставшись один у орудия, будучи раненым, уничтожил 6 огневых точек и много вражеских солдат и офицеров.
- Погодаев, Степан Борисович. Командир отделения 997-го стрелкового полка, старший сержант. Награждён Орденом Ленина. Герой Советского Союза (посмертно). 9 мая 1944 года в боях за Сапун — гору при штурме высоты 178.2 противник пулемётным огнём преградил путь нашей пехоте. Подразделение понесло потери и вынуждено было залечь. Погодаев скрытно подполз к дзоту противника и забросал его гранатами, но пулемёт продолжал стрельбу. Тогда старший сержант Погодаев бросился дзоту и закрыл его амбразуру своим телом, тем самым повторил подвиг Александра Матросова. Указом Президиума Верховного Совета СССР от 24 марта 1945 года за мужество, отвагу и героизм, проявленные в борьбе с немецко-фашистскими захватчиками, старшему сержанту Погодаеву Степану Борисовичу посмертно присвоено звание Героя Советского Союза. Подвиг Героя изображён на диораме «Штурм Сапун-горы». Его имя высечено на обелиске Славы на Сапун-горе.
- Подольцев, Иван Григорьевич. Командир 316-й разведроты. Герой Советского Союза (посмертно) Награждён 24.03.1945 года за отличие в боях при освобождении Севастополя. 08.05.1944 года умело организовал бой за Инкерман. В стремительной атаке выбил гитлеровцев из траншей и, преследуя отступающих, ворвался в населённый пункт и на железнодорожную станцию. В этом бою отряд Подольцева уничтожил и захватил 17 огневых точек противника, а на станции — 12 паровозов и около 300 вагонов с грузами. Продолжая наступление, он внезапным броском ворвался в деревню Дерачи, развернул пушки к бою, уничтожил две 37-миллиметровые пушки противника, освободил населённый пункт и тем самым обеспечил продвижение одного из полков дивизии. Погиб в этот же день в рукопашной схватке.
- Политов, Лев Александрович, старший сержант, командир отделения 584 отдельного сапёрного батальона.
- Попов, Василий Лазаревич. Помощник командира взвода 995-го стрелкового полка, старший сержант. Герой Советского Союза (посмертно). Награждён 19.04.1945 года. В боях 06—09.04.1945 года, командуя взводом, нанёс противнику большой урон. В уличных боях лично гранатами уничтожил 2 пулемёта с расчётами. Его взвод одним из первых прорвался в центр города. Погиб в бою.
- Рогалёв, Пётр Леонтьевич. Командир 997-го стрелкового полка, подполковник. Герой Советского Союза. Награждён 24.03.1945 года за отличие в боях при освобождении Севастополя.
- Тихонов, Егор Иванович, сержант, командир пулемётного расчёта 997 стрелкового полка.
- Удодов, Александр Абрамович. Командир отделения 997-го стрелкового полка, сержант. Герой Советского Союза. Награждён 24.03.1945 года. В бою 09.05.1944 года, при штурме Сапун-горы закрыл телом амбразуру пулемёта, остался жив.
- Фотькин, Иван Иванович, старший сержант, командир орудийного расчёта 853 артиллерийского полка.
- Халецкий, Алексей Фёдорович, младший сержант, командир орудия 997-го стрелкового полка.
- Ходырев, Иван Васильевич,  красноармеец, стрелок 997-го стрелкового полка.
- Чеботарёв, Владимир Владимирович, лейтенант, командир взвода 993-го стрелкового полка.
- Черепанов, Иван Николаевич. Наводчик 76-мм орудия 853-го артиллерийского полка, ефрейтор, командир орудийного расчёта 853-го артиллерийского полка, сержант. Полный кавалер Ордена Славы. Награждён: 30.08.1944 года за бои в районе Куршенай 16.08.1944 — 3 степень ордена, 26.10.1944 года за бои в районе Шилуте 13.10.1944 года — 2 степень ордена, 31.03.1945 года за бои в районе городов Нёйкурен 05.02.1945 — 2 степень ордена. Перенаграждён 1 степенью 19.08.1955 года.
- Чиликин, Иван Петрович, старшина, старшина и парторг роты 995-го стрелкового полка.
- Шацких, Василий Андреевич. Автоматчик 997 стрелкового полка 263 стрелковой дивизии. Герой Советского Союза. Награждён 24.03.1945 года. В бою 07.05.1944 при штурме высоты 254.2 на подступах к Севастополю гранатами расчистил путь для захвата первой линии укреплений противника. В бою 08.05.1944 первым ворвался на высоту 256.2, где было водружено Красное знамя 997-го стрелкового полка. В бою 09.05.1944 при прорыве обороны противника западнее Инкермана (Белокаменск)первым ворвался в траншеи противника; преследуя отступающего противника стремительно ворвался в Севастополь. Был представлен к званию Героя Советского Союза 10.05.1944.
- Щербаков, Фёдор Дмитриевич, ефрейтор, помощник командира взвода 316 отдельной разведывательной роты.
- Яналов, Андрей Михайлович, младший лейтенант, комсорг батальона 997-го стрелкового полка.

## Память
- Памятник воинам 263 Сивашской стрелковой дивизии Архивная копия от 20 декабря 2016 на Wayback Machine в городе Севастополь
- Мемориальный комплекс на братской могиле советских воинов в городе Славск
- Братская могила воинов дивизии в посёлке Гастеллово, взятого 21.01.1945 года
- Братская могила советских воинов в посёлке Залесье
- Братская могила советских воинов в посёлке Высокое
- Братская могила советских воинов в посёлке Ильичево
- Братская могила советских воинов в посёлке Саранское
- Братская могила советских воинов в городе Полесск
- Братская могила советских воинов в городе Полесск
- Братская могила советских воинов в посёлке Тургенево
- Мемориальный комплекс на братской могиле советских воинов в городе Зеленоградск
- Мемориальный комплекс на братской могиле советских воинов в посёлке Муромское
- Братская могила советских воинов в посёлке Рощино
- Мемориальный комплекс на братской могиле советских воинов в посёлке Романово
- Мемориальный комплекс на братской могиле советских воинов в посёлке Переславское
- В честь дивизии в 1985 году названа улица 263 Сивашской Дивизии в Архангельске, где эта дивизия была сформирована.